# 1722 Goffin
Goffin (asteróide 1722) é um asteróide da cintura principal, a 2,3936913 UA. Possui uma excentricidade de 0,048343 e um período orbital de 1 457,04 dias (3,99 anos).
Goffin tem uma velocidade orbital média de 18,78014253 km/s e uma inclinação de 5,46563º.
Esse asteróide foi descoberto em 23 de Fevereiro de 1938 por Eugène Delporte.